# Pussy (Rammstein)
Pussy è un singolo del gruppo musicale tedesco Rammstein, pubblicato il 22 settembre 2009 come primo estratto dal sesto album in studio Liebe ist für alle da.

## Video musicale
Il videoclip, diretto da Jonas Åkerlund e presentato in anteprima online in un sito per adulti il 16 settembre 2009, ha suscitato scalpore per le sequenze video che vedono i sei componenti della band impegnati in atti sessuali espliciti. Successivamente Richard Kruspe ha affermato che nel video sono state usate delle controfigure per le scene più esplicite.

## Tracce
CD singolo, download digitale
1. Pussy (Radio Edit) – 3:48
2. Rammlied – 5:19

7"
1. Pussy – 4:02

12"
- Lato A

1. Pussy – 4:02

- Lato B

1. Rammlied – 5:19

## Formazione
Gruppo
- Till Lindemann – voce
- Richard Z. Kruspe – chitarra
- Paul Landers – chitarra
- Oliver Riedel – basso
- Doktor Christian Lorenz – tastiera
- Christoph Doom Schneider – batteria

Produzione
- Jacob Hellner – produzione
- Rammstein – produzione
- Ulf Kruckenberg – ingegneria del suono
- Florian Ammon – ingegneria del suono
- Stefan Glaumann – missaggio
- Tom van Heesch – assistenza tecnica
- Erik Broheden – mastering
- Henrik Jonsson – mastering
- Michael Scully – assistenza alla registrazione
- Scott Church – assistenza alla registrazione
- Nico Essig – assistenza tecnica agli Henson Studio B